# Йохан фон Бранденбург-Кюстрин
Йохан фон Бранденбург-Кюстрин (на немски: Johann von Brandenburg-Küstrin, Hans von Küstrin; * 3 август 1513, † 13 януари 1571), наричан също Ханс фон Кюстрин, от рода Хоенцолерн, е единственият маркграф на Маркграфство Бранденбург-Кюстрин от 1535 до 1571 г.

## Живот
Йохан е вторият син на курфюрст Йоахим I Нестор (1484 – 1535) от Маркграфство Бранденбург и Елизабет Датска (1485–1555), дъщеря на Йохан Датски, крал на Дания, Норвегия и Швеция.
През 1535 г. баща му определя в завещанието си, да се дадат на Йохан части от Ноймарк (Nowa Marchia), които образуват Маркграфство Бранденбург-Кюстрин. По-големият му брат Йоахим II Хектор (1505 – 1571), става курфюрст на Бранденбург.
През 1535 г. Йохан избира Кюстрин за своя резиденция и започва застрояване на града на Одер като крепост. От 1536 г. той управлява самостоятелно своята територия от около 12 500 км². Той стабилизира страната си, става протестант и през 1538 г. влиза в Шмалкалдийския съюз. По време на войната от 1546 – 1547 г. той е на страната на император Карл V, напразно надявайки се да получи Херцогство Померания. Тогава той се присъединява към император Фердинанд I.
Йохан умира през 1571 г., десет дена след брат си, и е погребан в гробница под олтара на църквата „Св. Мария“ в Кюстрин. Понеже няма мъжки наследник, маркграфството Бранденбург-Кюстрин е обединено отново с Курфюрството Бранденбург, управлявано от племенника му курфюрст Йохан Георг (1525 – 1598), синът на брат му Йоахим II Хектор.
Йохан от Бранденбург-Кюстрин оставя повече от половин милион гулдена наследство, а брат му оставя задължения от 2,5 милиона гулдена.

## Деца
На 11 ноември 1537 г. Йохан се жени във Волфенбютел за принцеса Катарина фон Брауншвайг-Волфенбютел (1518 – 1574). Те имат две дъщери:
- Елизабет (1540 – 1578), ∞ 1558 за маркграф Георг Фридрих I фон Бранденбург-Ансбах-Кулмбах
- Катарина (1549 – 1602), ∞ 1570 за курфюрст Йоахим Фридрих фон Бранденбург